# Selo pri Pancah
Selo pri Pancah – wieś w Słowenii, w gminie miejskiej Lublana. W 2018 roku liczyła 44 mieszkańców. 